# Алваладе (Сантьягу-ду-Касен)
Алваладе (порт. Alvalade) — район (фрегезия) в Португалии, входит в округ Сетубал. Является составной частью муниципалитета Сантьягу-ду-Касен. По старому административному делению входил в провинцию Байшу-Алентежу. Входит в экономико-статистический субрегион Алентежу-Литорал, который входит в Алентежу. Население составляет 2315 человек на 2001 год. Занимает площадь 161,12 км².
Покровителем района считается Дева Мария (порт. Nossa Senhora da Conceição da Oliveira).